# Mastretta
Mastrettadesign Tecnoidea SA de CV (ili jednostavno Mastretta) je meksički proizvođač automobila i dizajnerski studio, koji je osnovao meksički industrijski dizajner Daniel Mastretta u Mexico Cityju 1987. godine.
Mastretta je pod brendom Tecnoidea i Unidiseñoi razvio nekoliko modela automobila. Njegov najnoviji model, Mastretta MXT smatra se prvom masovnom proizvodnjom automobila u potpunosti osmišljenom i izgrađenom od strane meksičkih inženjera i meksičkih tvrtki, a treći je meksički sportski automobil. MXT je dizajniran kao konkurenciju Lotus Eliseu.
Mastrettin logo ima oblik štita s bojama meksičke zastave zelene, bijele i crvene s dijagonalnim crtama crne i bijele boje kao što je u meksičkom grbu (u meksičkom grbu se nalazi orao, koji stoji na kaktusu i u kljunu drži zmiju), te da bi se izbjegla sličnost s talijanskom zastavom. Naziv "Mastretta" pojavljuje se na vrhu štita.

## Vanjske poveznice
- Službena stranica